# Punteut
Punteut is een bestuurslaag in het regentschap Aceh Utara van de provincie Atjeh, Indonesië. Punteut telt 983 inwoners (volkstelling 2010).